# 昇華 (化学)

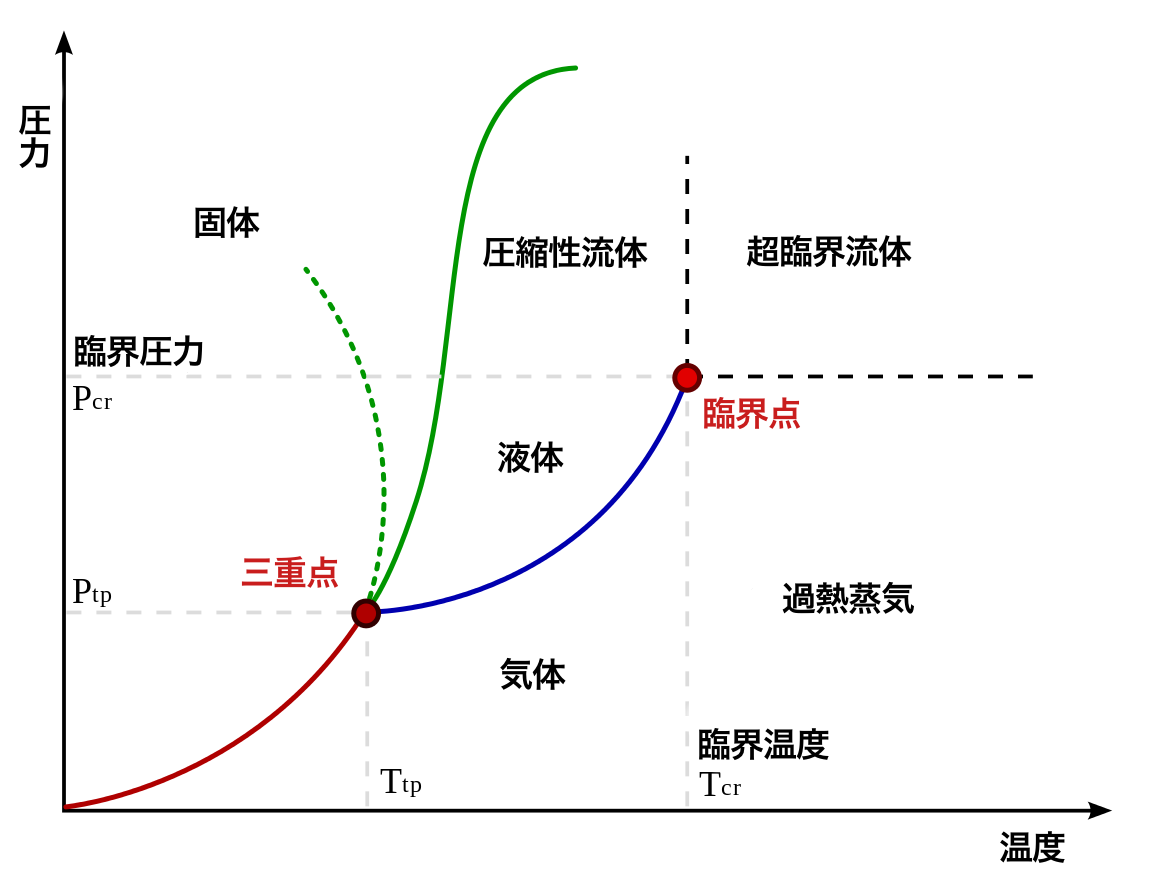
一般的な物質の相図。三重点以下の温度または圧力（赤線部分）で昇華が起こる。

昇華（しょうか、英語: sublimation）は、元素や化合物が液体を経ずに固体から気体、または気体から固体へと相転移する現象。後者については凝華（ぎょうか）とも。温度と圧力の交点が三重点より下へ来た場合に起こる。
標準圧では、ほとんどの化合物と元素が温度変化により固体、液体、気体の三態間を相転移する性質を持つ。この状態においては、固体から気体へと相転移する場合、中間の状態である液体を経る必要がある。 しかし、一部の化合物と元素は一定の圧力下において、固体と気体間を直接に相転移する。相転移に影響する圧力は系全体の圧力ではなく、物質各々の蒸気圧である。
日本語においては、昇華という用語は主に固体から気体への変化を指すが、気体から固体への変化を指すこともある。また気体から固体への変化を特に凝固と呼ぶこともあるが、これは液体から固体への変化を指す用語として使われることが多い。英語では sublimation が使われるが、気体から固体への変化を特に depositionまたはcondensationと呼ぶこともある。

## 昇華と物質

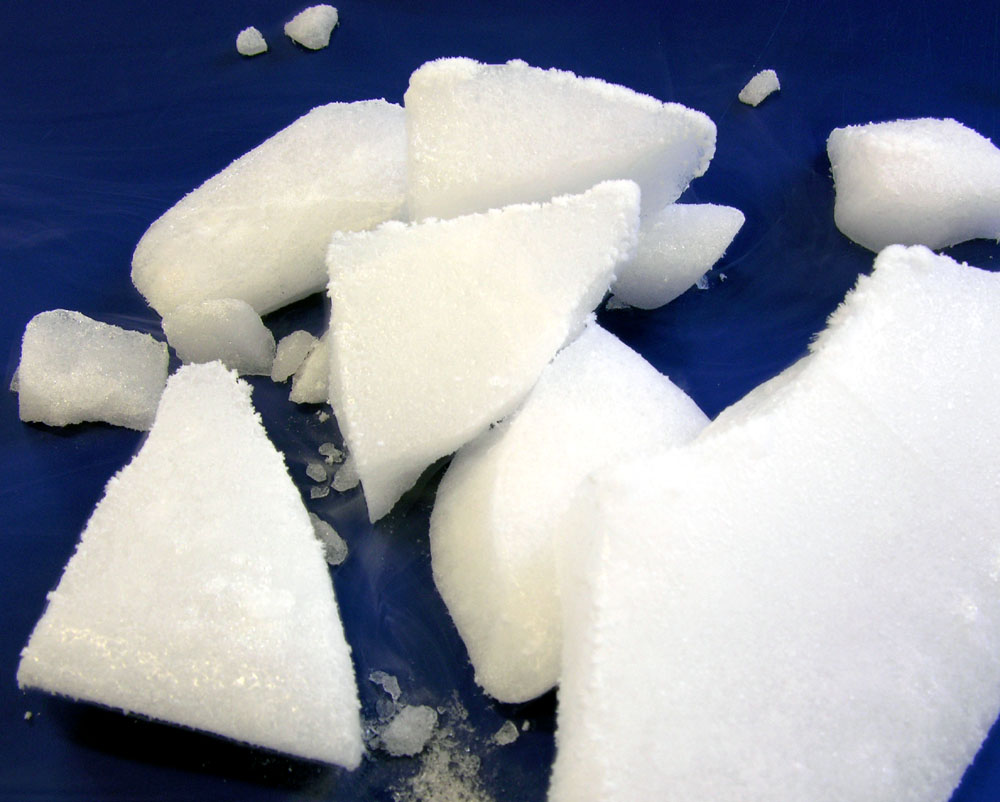
ドライアイスは、常温常圧下では昇華して直接気体の二酸化炭素になる。

二酸化炭素は常圧で昇華する化合物のひとつである。常温で固体 CO2 （ドライアイス）を放置すれば、液体を経ずに気体へと変化するのが観測できる。また、ヨウ素も常圧、室温条件下で昇華する物質のひとつである。
徐々にではあるが、水の氷も氷点以下では昇華する。フリーズドライに利用されるこの現象は、例えば長期にわたって冷凍保存した食料が干からびてしまうこと（いわゆる冷凍焼け）や、氷点下の寒い日に濡れた布を野外に吊るしておくと乾燥状態になることで確かめられる。また、ナフタレン（防虫剤の成分）は徐々に昇華することで、防虫効果を長期間維持することができる。
固体から気体への昇華は吸熱的であり、エネルギーを必要とする。

## 用途
霜の付かない冷凍庫は冷却ファンと冷凍庫内部の空気循環によるものである。氷点下の温度と乾燥状態を保った空気を循環させることで昇華を促進する。こうして霜の蓄積を抑え、冷凍庫の内壁や棚が凍りつくのを防いでいるが、一方で庫内にある必要な氷まで昇華してしまう欠点がある。
染料の昇華は、紙を含む種々の素地へカラー印刷する際にしばしば利用される。これを昇華型プリンターという。昇華型プリンターは、プリンター内の小型ヒーターにより固体染料が気化することで色素が素地上に残る仕組みである。この種のプリンターが優れた原色比コントロールを示す場合、比較的低解像度のプリンターであっても同様の分解能を持つ他のタイプのプリンターよりも良質の印刷物を得ることが可能である。一般的な白黒レーザープリンターは、普通紙に昇華染料を含む特別な「転送トナー」を用いて印刷している。このため、熱を与えることで印刷内容を紙からTシャツや帽子、マグカップ、金属、パズル、およびその他素地の表面等へと永久的に写すことが可能である。
錬金術では、昇華は一般的に蒸留過程（物質を加熱し蒸発させ、その後に蒸留器の上部や首の部分で再凝縮させることで分取する過程）で用いられる。これは錬金術における12の主要な過程のうちのひとつである。また、現代化学においても、収率が高く溶媒を必要としない精製方法として利用されている。減圧することで昇華温度が下がるため、昇華点以下の温度で熱分解する物質や常圧では昇華しない物質においても減圧昇華によって精製することができる。
ディープエッチング法を用いた急速凍結では、試料（例えば細胞組織など）を液体窒素で急速凍結させた後、真空ポンプに接続し、表面の氷を昇華させる。この方法は、含水物質表面の立体構造を維持したまま保存する際に効果的である。得られた乾燥試料をロータリーシャドウイング電子顕微鏡法で処理することで、試料表面のレプリカを得ることが可能である。
また前述のように、昇華はフリーズドライの食品や医薬品などを作る際にも利用される。具体的には対象物、またはその溶液・懸濁液（ときにそれらの混合物）を凍結し、真空条件下で非常にゆっくりと加熱することで氷を昇華させ、乾燥させる。このプロセスで溶液を乾燥させると、非常に溶解性の高い粉末もしくは粒子となる。これは対象物の内部に取り込まれた水が昇華する際に微細な穴が空き、表面積の大きい多孔質の粒子になるためである（表面積と溶解性の関係については溶解を参照）。